# Robinson Chalapud

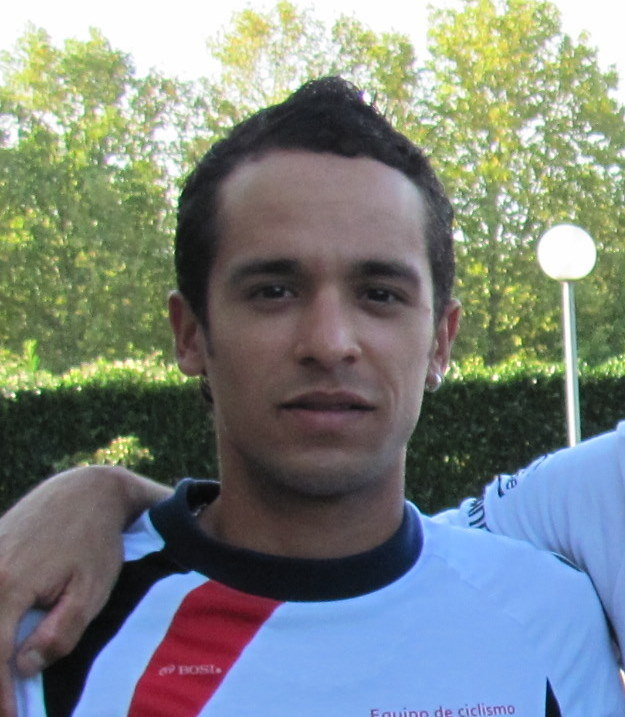
Robinson Chalapud (2011)

Robinson Eduardo Chalapud Gomez (* 8. März 1984 in Ipiales) ist ein kolumbianischer Straßenradrennfahrer.
Robinson Chalapud begann seine Karriere 2007 bei dem kolumbianischen Continental Team Colombia es Pasión. Seine ersten nennenswerten Ergebnisse erreichte er in der Saison 2011. Er belegte den sechsten Rang beim GP Miguel Indurain, einen achten Platz bei der Klasika Primavera Amorebieta und im August des Jahres den fünften Gesamtrang bei der Tour de l’Ain. 
Im Jahr 2013 nahm er das erste Mal am Giro d’Italia teil, den er auf den 93. Platz beendete und wurde er Sechster der Bergwertung. Ein Jahr später nahm Chalapud erneut am Giro d’Italia teil. Er belegte Rang 75 in der Gesamtwertung und Platz fünf in der Bergwertung. Zudem wurde er Etappensechster bei der Bergankunft am Monte Zoncolan. Zu Beginn des Jahres 2015 wurde er, nach einem Wechsel zum kolumbianischen Team Orgullo Antioqueño, kolumbianischer Meister im Straßenrennen.

## Erfolge
2015
- Kolumbianischer Meister - Straßenrennen

2019
- eine Etappe Vuelta a la Independencia Nacional
- Gesamtwertung und Mannschaftszeitfahren Tour of Qinghai Lake

2021
- eine Etappe Vuelta a Colombia

2022
- eine Etappe und Gesamtwertung Ecuador-Rundfahrt

## Teams
- 2007 Colombia es Pasión
- 2008 Colombia es Pasión Coldeportes
- 2009 Colombia es Pasión
- 2010 Cafe de Colombia - Colombia es Pasión
- 2011 Colombia es Pasión - Cafe de Colombia
- 2012 Colombia-Coldeportes
- 2013 Colombia
- 2014 Colombia
- 2015 Orgullo Antioqueño
- 2016 Inteja-MMR Dominican Cycling Team (ab 22. Juli)
- 2017 GW-Shimano
- 2018 Medellin-Inder
- 2019 Medellin-Inder
- 2020 Team Medellin
- 2021 Team Medellin
- 2022 Team Banco Guayaquil